# Elecciones provinciales de Entre Ríos de 1963
Las elecciones generales de la provincia de Entre Ríos de 1963 tuvieron lugar el domingo 7 de julio del mencionado año con el objetivo de restaurar las instituciones democráticas constitucionales y autónomas de la provincia tras el golpe de Estado que había tenido lugar en Argentina en 1962. Se realizaron en el marco de la proscripción al peronismo o justicialismo de la vida política argentina, y tras la detención e inhabilitación del expresidente Arturo Frondizi. Por lo tanto, los comicios no fueron completamente libres y justos. Fueron las decimoquintas elecciones desde la instauración del sufragio secreto en el país. Se debían elegir al gobernador y vicegobernador, a los 28 escaños de la Cámara de Diputados, y a los 14 senadores departamentales, componiendo los poderes ejecutivo y legislativo de la provincia para el período 1963-1967.
Los dos principales candidatos fueron el gobernador electo en 1962 (que no llegó a asumir por el golpe), Ricardo Martín Irigoyen, de la Unión Cívica Radical Intransigente (UCRI), y Carlos Raúl Contín, de la Unión Cívica Radical del Pueblo (UCRP). Aunque en 1962 el candidato de la UCRP había sido Carlos Humberto Perette, este no se volvió a presentar debido a que aceptó la candidatura a vicepresidente de la república, secundado la fórmula que lideraba Arturo Umberto Illia. El Partido Tres Banderas (PTB) pudo presentar una lista legislativa para diputados y senadores provinciales, pero tuvo prohibido presentar candidato a gobernador. Los peronistas descontentos, los comunistas y la mayoría de los frondicistas llamaron al voto en blanco como medio de expresión, estando sus referentes detenidos o exiliados y sus candidaturas inhabilitadas. En este marco, el voto en blanco fue del 9,69%, siendo tercera fuerza en Entre Ríos. Contín resultó elegido con el 39,91% de los votos válidos contra el 33,31% de Irigoyen, invirtiéndose el resultado de 1962. El Partido Tres Banderas sufrió una debacle debido a la prohibición y solo obtuvo el 12% de los votos en la elección legislativa.
Con respecto a la legislatura provincial, en los comicios se empleó por primera vez la representación proporcional estricta, sin una mayoría automática de 15 escaños para el partido más votado. De este modo, aunque la UCRP logró la mayoría en el Senado Provincial, con 8 de las 14 bancas, obtuvo solo una reducida mayoría simple en la Cámara de Diputados con 10 de los 28 escaños. Contín no pudo completar su mandato constitucional, ya que fue depuesto con el golpe de Estado del 28 de junio de 1966.
El 26 de agosto de 1963 se reunió el Colegio Electoral. En la primera votación la fórmula de la Unión Cívica Radical del Pueblo Carlos Raúl Contín y Teodoro Marcó obtuvieron 20 votos (18 de la UCRP y 2 del Partido Demócrata Cristiano); Ricardo Irigoyen y José Pona de la Unión Cívica Radical Intransigente, 14 votos; Pablo Daneri y Emilio Pacher del Partido Demócrata Unido, 4 votos; y Juan Ramón César y Matías Osinalde de la Unión del Pueblo Argentino 3 votos. Como ninguno logró mayoría absoluta se procedió a efectuar una segunda votación donde Carlos Raúl Contín y Teodoro Marcó recibieron 26 votos, sumando 18 votos de la Unión Cívica Radical del Pueblo, 2 del Partido Demócrata Cristiano, 3 de Unión del Pueblo Argentino y 3 del Partido Demócrata Unido.

## Resultados

### Gobernador y Vicegobernador
|  | 39,91 % |

|  | 33,31 % |

|  | 9,75 % |

|  | 7,80 % |

|  | 6,52 % |

|  | 1,56 % |

|  | 1,15 % |

|  | 78,95 % |

|  | 9,69 % |

|  | 11,36 % |

|  | 100 % |

### Cámara de Diputados
|  | 34,66 % |

|  | 28,77 % |

|  | 12,37 % |

|  | 8,58 % |

|  | 6,78 % |

|  | 5,67 % |

|  | 1,37 % |

|  | 1,01 % |

|  | 0,78 % |

|  | 87,33 % |

|  | 9,35 % |

|  | 3,32 % |

|  | 100 % |

### Cámara de Senadores
Debido a la instauración del sistema de representación proporcional por listas para la mayoría de los cargos electivos en todo el país, el sistema de elegir a los senadores provinciales por departamento fue abolido, y reemplazado por uno de secciones electorales. La provincia fue dividida en tres circunscripciones. La 1ª Circunscripción fue formada por los departamentos Paraná, Diamante, Victoria, La Paz, y Feliciano. La 2ª Circunscripción correspondía a Colón, Concordia, Federación, Villaguay, y Tala. La 3ª Circunscripción fue conformada por Gualeguaychú, Gualeguay, Uruguay, y Nogoyá. Mientras que se esperaba que este sistema evitara una mayoría asegurada para el partido gobernante, el alto umbral electoral del sistema empleado y la alta cantidad de votos en blanco facilitó que la UCRP obtuviera de todas formas mayoría absoluta en la cámara alta provincial. Fue la primera de las únicas dos elecciones (junto con las de 1973) que se empleó este sistema, ya que tras el golpe de Estado de 1976 y la restauración democrática de 1983, se restauró la elección de los senadores por departamento.

#### Resultado general
|  | 35,57 % |

|  | 29,20 % |

|  | 12,64 % |

|  | 8,80 % |

|  | 6,94 % |

|  | 5,80 % |

|  | 1,04 % |

|  | 87,04 % |

|  | 9,57 % |

|  | 3,40 % |

|  | 100 % |

#### Resultados por circunscripción

Circuitos electorales de Entre Ríos:
1º Circunscripción
2º Circunscripción
3º Circunscripción

|  | 36,05 % |

|  | 32,35 % |

|  | 10,88 % |

|  | 7,75 % |

|  | 6,45 % |

|  | 5,98 % |

|  | 0,53 % |

|  | 100 % |

|  | 40,51 % |

|  | 24,19 % |

|  | 10,95 % |

|  | 9,40 % |

|  | 7,94 % |

|  | 5,37 % |

|  | 1,64 % |

|  | 100 % |

|  | 29,95 % |

|  | 29,59 % |

|  | 16,91 % |

|  | 11,20 % |

|  | 5,89 % |

|  | 5,28 % |

|  | 1,18 % |

|  | 100 % |